# Trichomma occisor
Trichomma occisor là một loài tò vò trong họ Ichneumonidae.